# Chiese di Chiloé

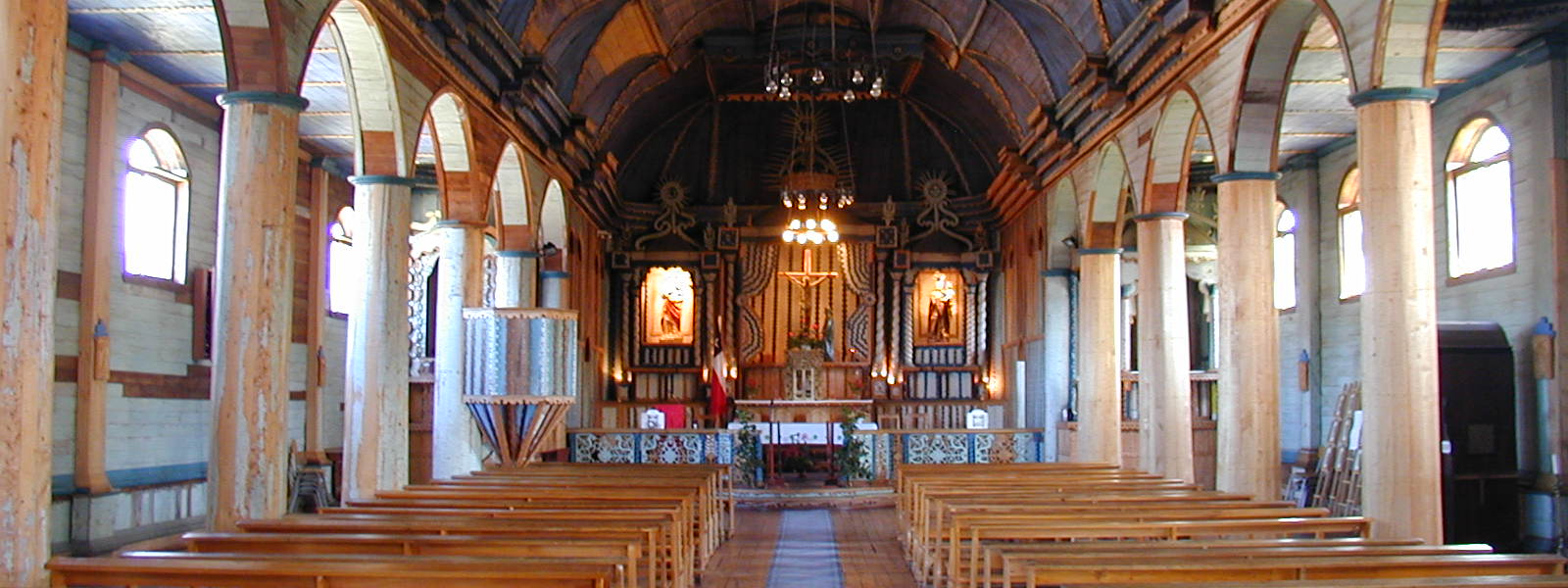
Navata centrale della chiesa di Achao

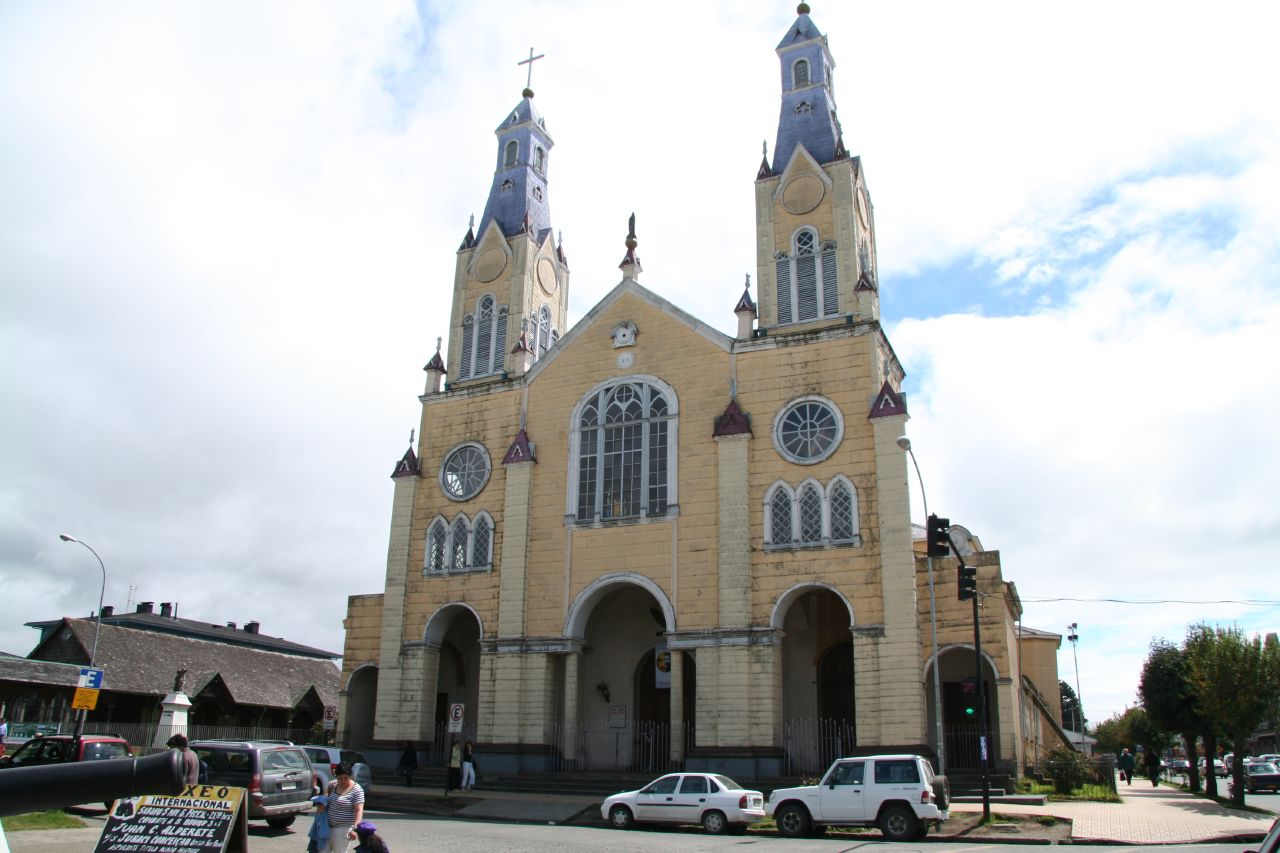
Chiesa dell'apostolo Giacomo (Santiago), a Castro (inizi del XX sec.)

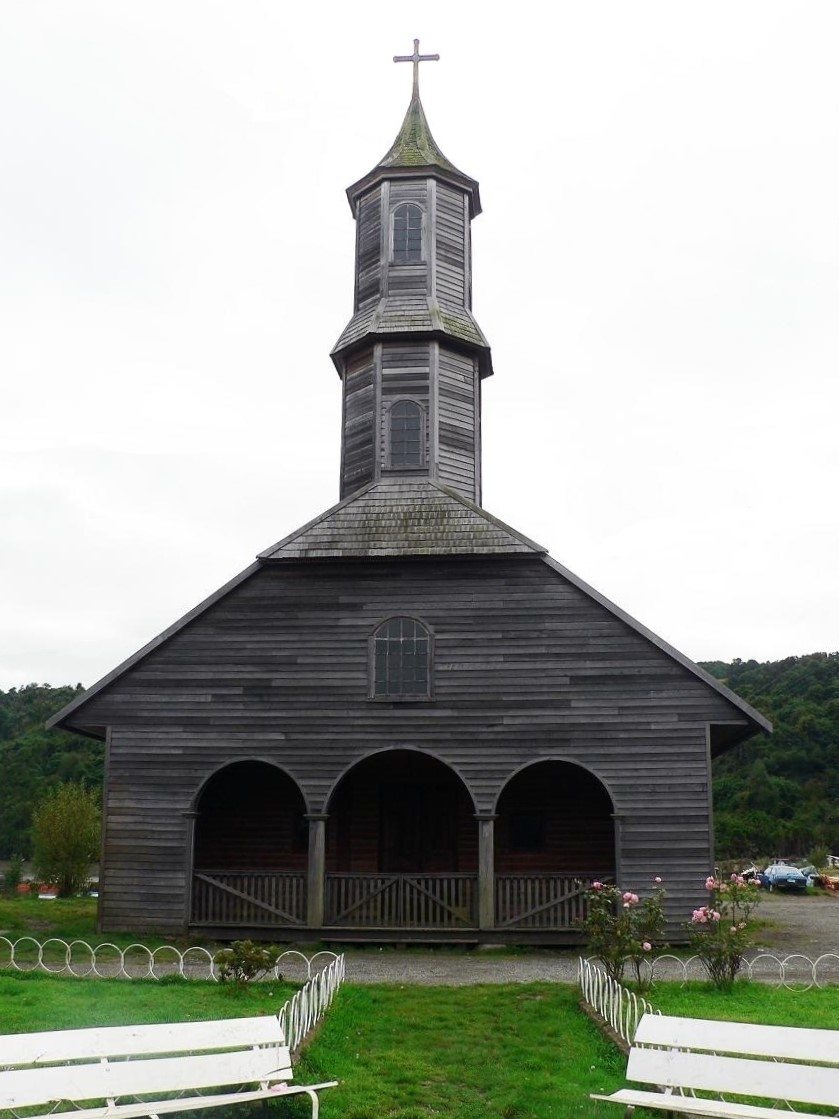
Chiesa di San Juan

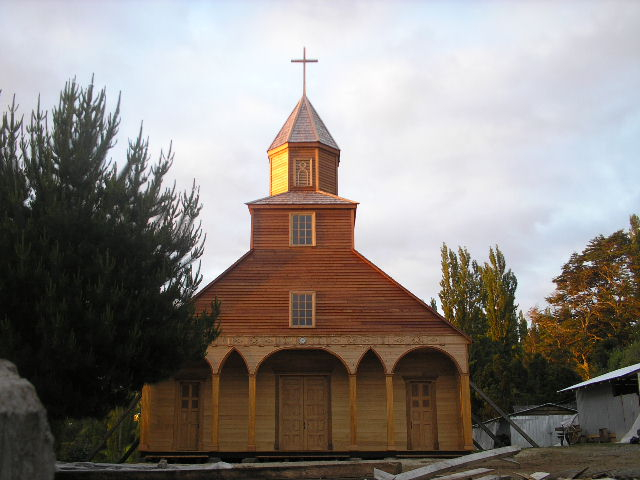
Chiesa di Ichuac

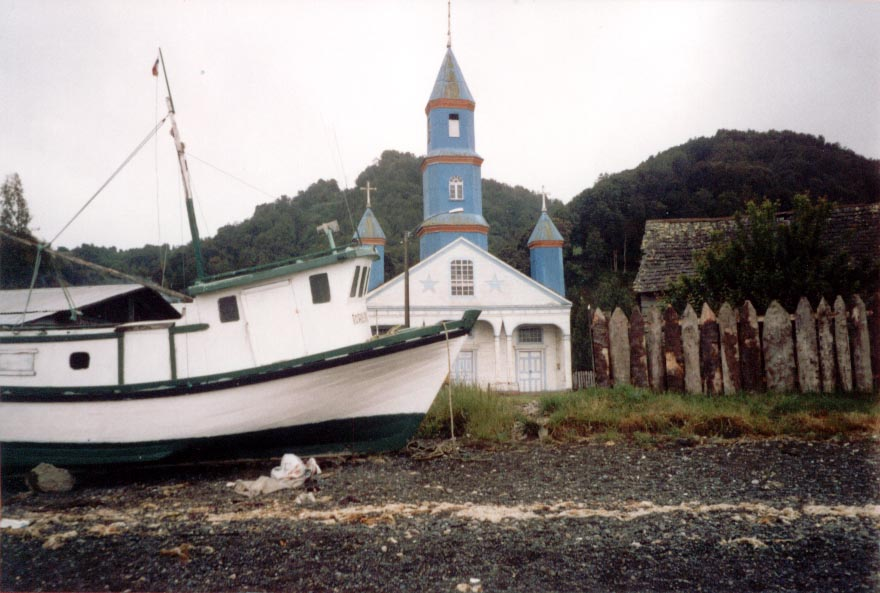
Chiesa di Tenaun

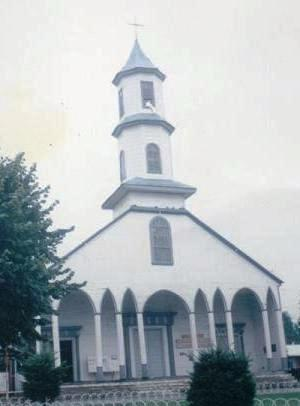
Chiesa di Nostra Signora dei Dolori, con portico a nove archi e torre ottagonale a due corpi

Le chiese di Chiloé sono templi cristiani in legno costruiti nell'arcipelago di Chiloé, nel Cile meridionale, secondo uno schema tradizionale, dalla metà XVIII secolo sino agli inizi del XX.

## Storia
Fin dal XVII secolo, furono i gesuiti a farsi carico dell'evangelizzazione di tutte le comunità delle isole con un sistema chiamato "missione circolare" che durava dai tre ai sei mesi e che significava percorrere un totale di 4000 km sia in piroga (dalca) che a piedi. Poiché dovevano visitare più di 80 settori e far fronte alle avversità del clima, la permanenza dei missionari in ogni cappella durava solo un paio di giorni. Nei primi anni dell'evangelizzazione, le chiese erano costruzioni rustiche con tetto di paglia.
Per poter contare su più sacerdoti fu richiesto al re di concedere la presenza di gesuiti di nazionalità diversa da quella spagnola. Arrivarono quindi frati da varie parti d'Europa, soprattutto dalla Baviera, dall'Ungheria e dalla Transilvania. Furono questi sacerdoti stranieri, nel XVIII secolo, a dar impulso alla costruzione di chiese più durature delle precedenti. Apportarono i disegni, ispirati alle chiese dei loro paesi, e parte delle tecniche di costruzione. Da parte loro, i carpentieri locali contribuirono con la mano d'opera, i materiali e le tecniche specifiche, molte delle quali legate alla costruzione delle navi.
Dopo l'espulsione dei gesuiti, nel 1776, l'opera missionaria rimase ai francescani, ma la costruzione dei templi continuò secondo i modelli iniziali e si creò una tradizione architettonica, mantenuta per tre secoli, chiamata "Scuola chilota di architettura religiosa in legno". Questa tradizione si evolse negli anni passando da uno stile iniziale molto ornato, a un altro, a metà del XIX secolo, molto più sobrio, che rivelano una certa somiglianza con il barocco e il neoclassico europei.
A questa scuola appartengono 150 delle oltre 400 chiese sparse per l'arcipelago. Di queste 150, alcune non hanno resistito al passare del tempo e sono crollate o hanno dovuto essere demolite, altre invece si sono mantenute per quasi 300 anni e sono quindi tra le costruzioni in legno più antiche del pianeta. La necessità di preservarle ha fatto sì che 16 di esse fossero dichiarate monumento nazionale e, nel 2000, patrimonio dell'umanità dell'UNESCO.
Le 16 chiese patrimonio dell'umanità sono:
| Codice  | Nome                    | Comune    | Coordinate                  |
| ------- | ----------------------- | --------- | --------------------------- |
| 971-001 | La chiesa di Achao      | Quinchao  | 42°28′18.41″S 73°29′27.72″W |
| 971-002 | La chiesa di Quinchao   | Quinchao  | 42°32′06.72″S 73°25′38.62″W |
| 971-003 | La chiesa di Castro     | Castro    | 42°28′53.15″S 73°45′50.26″W |
| 971-004 | La chiesa di Rilán      | Castro    | 42°31′10.7″S 73°37′43.05″W  |
| 971-005 | La chiesa di Nercón     | Castro    | 42°30′04.39″S 73°47′07.59″W |
| 971-006 | La chiesa di Aldachildo | Puqueldón | 42°35′01.81″S 73°36′43.74″W |
| 971-007 | La chiesa di Ichuac     | Puqueldón | 42°36′57.42″S 73°43′11.39″W |
| 971-008 | La chiesa di Detif      | Puqueldón | 42°41′06.33″S 73°33′23.73″W |
| 971-009 | La chiesa di Vilupulli  | Chonchi   | 42°35′35.12″S 73°47′17.44″W |
| 971-010 | La chiesa di Chonchi    | Chonchi   | 42°37′23.83″S 73°46′22.75″W |
| 971-011 | La chiesa di Tenaún     | Dalcahue  | 42°19′57.53″S 73°22′24.38″W |
| 971-012 | La chiesa di Colo       | Quemchi   | 42°15′00.5″S 73°21′57.96″W  |
| 971-013 | La chiesa di San Juan   | Dalcahue  | 42°20′06.23″S 73°30′15.3″W  |
| 971-014 | La chiesa di Dalcahue   | Dalcahue  | 42°22′48″S 73°39′06.84″W    |
| 971-015 | La chiesa di Chelín     | Castro    | 42°36′04.47″S 73°30′58.1″W  |
| 971-016 | La chiesa di Caguach    | Quinchao  | 42°30′37.2″S 73°15′57.48″W  |

## Struttura
Le chiese chilote hanno una struttura base comune con variazioni minori secondo la zona geografica o l'epoca di costruzione.
L'edificio, poggiato su fondamenta di pietra, ha forma rettangolare con tetto a due spioventi e si affaccia su uno spiazzo per le processioni, che nei centri maggiormente popolati è diventato la piazza del villaggio.
La facciata è costituita da un portico ad archi e da una torre campanaria nella parte superiore. Comunemente il numero degli archi è cinque, ma alcune chiese non li hanno e altre ne hanno sette o nove. La torre di solito è di forma ottagonale, a due o tre corpi.
L'interno, più riccamente decorato, è composto da tre navate, separate da file di colonne. Sopra il portico c'è uno spazio per il coro. Solitamente la navata centrale ha il soffitto concavo, come il fondo di una barca. Alcune delle chiese conservano il pulpito.
Di particolare interesse le sculture in legno, i cui tratti schematici ricordano quelle delle riduzioni gesuite in Paraguay ma con elementi di originalità propri.

## Materiali
Il legname che fu usato nella costruzione di queste chiese proviene dai boschi di Chiloé o dalla provincia di Palena. Le travi, i pilastri, e il rivestimento interno sono di legno duro e resistente all'umidità, come il cipresso, il mañío o il nothofagus (cohiue). Per unire le parti più grandi si usarono cavicchi di luma (una mirtacea). Non è invece vera la convinzione, diffusa nel resto del Cile, che le chiese chilote non contengano chiodi nella loro costruzione: tutte ne hanno nei pavimenti e nel rivestimento esterno.
All'esterno predominano i rivestimenti in tavolette di alerce (una cupressacea), ma sono state usate anche tavole componibili sulle fiancate e lamine di zinco sul tetto.